# Gilgamesh (cratère)
Pour les articles homonymes, voir Gilgamesh (homonymie).
Gilgamesh (désignation internationale) est un cratère d'impact d'environ 153 km de diamètre situé sur Ganymède. Il a été nommé en référence à Gilgamesh, personnage légendaire assyro-babylonien, qui rechercha l'immortalité après la mort d'Enkidu.